# William Higgs
William Guy Higgs (ur. 18 stycznia 1862 w Wingham, zm. 11 czerwca 1951 w Melbourne) – australijski polityk, działacz Australijskiej Partii Pracy (ALP). Członek Parlamentu Queensland (1899-1901), Senatu Australii (1901-1906) oraz Izby Reprezentantów Australii (1910-1922). W latach 1915–1916 minister skarbu Australii. 

## Życiorys

### Kariera zawodowa i działalność związkowa
Jego ojciec, z zawodu sklepikarz, przybył do Australii z Kornwalii, zaś matka pochodziła z Irlandii. W wieku 13 lat zakończył formalną edukację i rozpoczął naukę zawodu drukarza. Jako dwudziestolatek przeniósł się z bardziej prowincjonalnej części Nowej Południowej Walii do Sydney. W 1882 przystąpił do stanowego związku zawodowego swojej branży, a w 1886 zaproponowano mu płatne, pełnoetatowe stanowisko sekretarza tej organizacji. W 1890 zrezygnował z tej posady i stał się współwłaścicielem drukarni, w której drukowano m.in. prasę lewicową. Równocześnie coraz mocniej angażował się w działalność polityczną, współtworząc struktury powstającej właśnie Australijskiej Partii Pracy. W latach 1892–1893 kierował redakcją pisma Australian Workman (Australijski Robotnik), ukazującego się w Sydney, a następnie podobnej publikacji wychodzącej w Brisbane. 

### Kariera polityczna
W lutym 1899 został wybrany do rady miejskiej Brisbane. Jeszcze w tym samym roku uzyskał mandat w Parlamencie Queensland. W roku 1901 znalazł się w składzie pierwszej kadencji nowo utworzonego Senatu Australii, gdzie reprezentował Queensland. W 1906 nie zdołał uzyskać reelekcji i założył własny dom aukcyjny, równocześnie będąc oficjalnym reprezentantem rządu stanowego Queensland w Sydney. 
W 1910 powrócił do parlamentu federalnego, uzyskując mandat w Izbie Reprezentantów jako kandydat ALP w okręgu wyborczym Capricornia. Był jednym z najbardziej wpływowych posłów ALP, czego dowodem było m.in. włączenie go do oficjalnej delegacji Parlamentu Australii na koronację króla Jerzego V. W 1913 kandydował na federalnego lidera ALP, lecz przegrał z broniącym tego stanowiska Andrew Fisherem. Gdy dwa lata później pogarszający się stan zdrowia zmusił Fishera do rezygnacji z kierowania zarówno partią, jak i rządem, jego następca Billy Hughes zaprosił Higgsa do swojego pierwszego gabinetu i powierzył mu najważniejsze stanowisko związane z polityką ekonomiczną – ministra skarbu. W październiku 1916 podał się do dymisji w proteście przeciwko polityce premiera Hughesa, zmierzającej do wprowadzenia przymusowego poboru żołnierzy mających walczyć w Europie w I wojnie światowej. Gdy wkrótce później doszło do rozłamu na tym tle w całej ALP, Higgs nie przyłączył się do kierowanej przez Hughesa grupy, która utworzyła Narodową Partię Pracy. 
W latach 1918–1920 Higgs był zastępcą federalnego lidera Partii Pracy, jednak w styczniu 1920 został z niej wyrzucony za nielojalność, gdy publicznie poparł forsowany przez rząd Hughesa plan zwiększenia kompetencji rządu federalnego w kwestiach pracowniczych i gospodarczych, czemu ALP była przeciwna. Wtedy przyłączył się do partii Hughesa, działającej już wówczas jako Nacjonalistyczna Partia Australii. W wyborach w 1922 nie zdołał jednak obronić swego mandatu parlamentarnego, przegrywając z kandydatem ALP, cieszącej się w tym okręgu wyborczym statusem dominującej siły politycznej.

### Późniejsze życie
Po przejściu na polityczną emeryturę pozostał aktywnym działaczem społecznym, szczególnie mocno pracującym na rzecz poprawy warunków w australijskich szpitalach psychiatrycznych. Zaangażował się też głęboko w życie religijne jako członek Stowarzyszenia Chrześcijańskiej Nauki. Zmarł w Melbourne w czerwcu 1951, przeżywszy 89 lat.